# Эшшекмейданы
Перевал Эшшекмейданы или Эшак-Мейданы (азерб. Eşşək-meydanı aşırımı) — горный перевал на Зангезурском хребте. Высота перевала — 2862 м. Расположен на границе Азербайджанской Республики (Ордубадский район) и Республики Армения (Сюникская область).
Название происходит от азербайджанских слов «эшак» — осёл, и «мейдан» — площадь. Плоская и обширная поверхность перевала, которая используется как яйлаг (летнее пастбище), напоминает площадь. По словам местных жителей, так как основным вьючным животным, на котором добирались до пастбища, были ослы, местность и получила такое название.